# Dircenna olyras
Dircenna olyras är en fjärilsart som beskrevs av Felder 1865. Dircenna olyras ingår i släktet Dircenna och familjen praktfjärilar. Inga underarter finns listade i Catalogue of Life.

## Bildgalleri

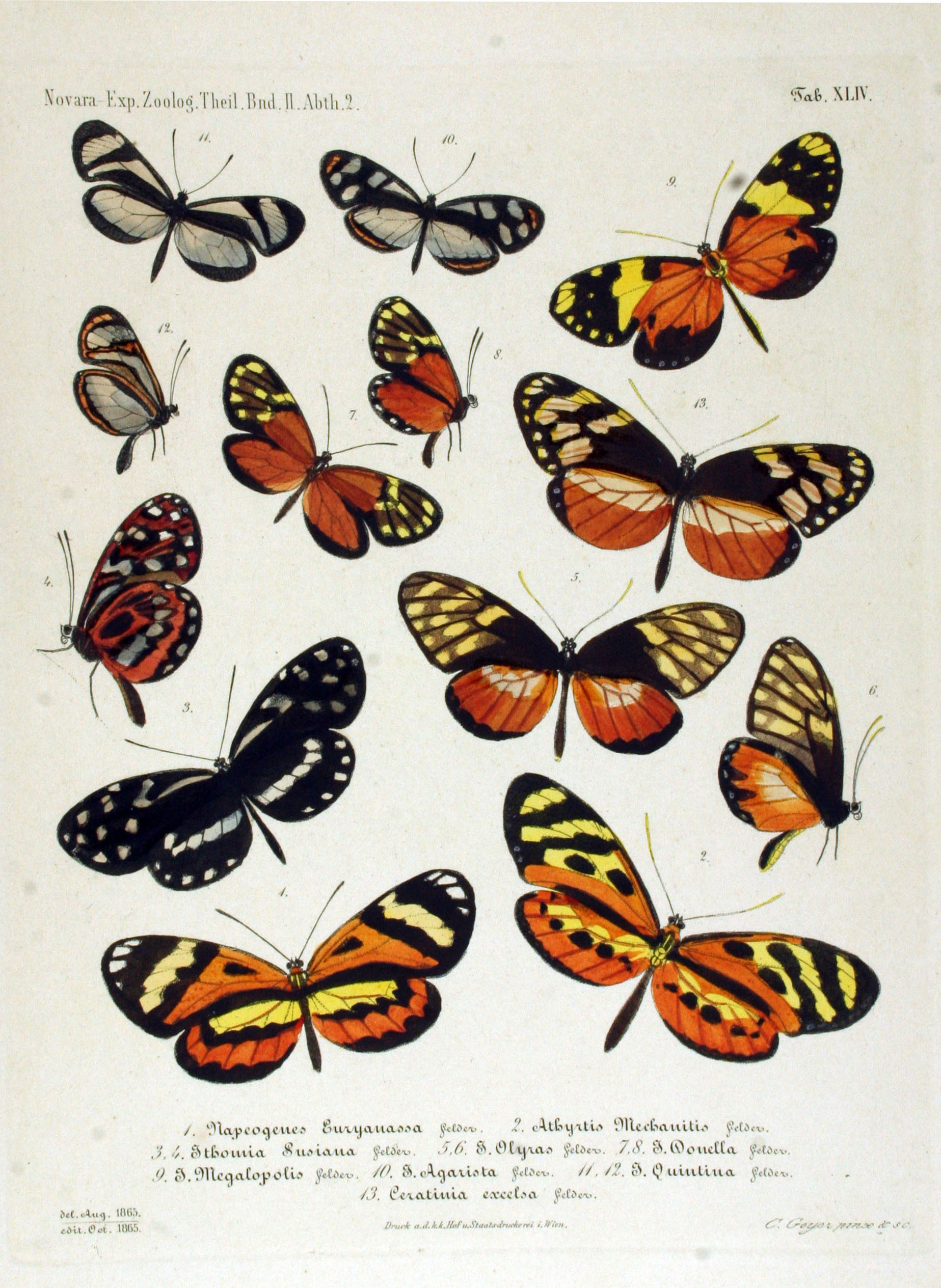